# Marguerite
Marguerite is een Frans-Tsjechisch-Belgische film uit 2015 onder regie van Xavier Giannoli, geïnspireerd op het leven van Florence Foster Jenkins. De film ging in première op 4 september op het 72ste Filmfestival van Venetië.
De film speelt zich af in Frankrijk in het jaar 1921, de start van de roaring twenties. 

## Verhaal
In het kasteel van Marguerite Dumont, net buiten Parijs, is een feest aan de gang. Jaarlijks nodigt Marguerite een heleboel muziekliefhebbers uit voor een feestje ten voordele van een belangrijk goed doel. 
Marguerite is schatrijk en heeft een grote passie voor muziek. Hoewel ze weinig zangtalent heeft, is zij zich hier zelf niet van bewust. Het publiek dat haar gezang aanhoort, waardeert haar meer om het amusement dat zij hun schenkt dan om haar muzikale talent. Aangemoedigd door een jonge journalist besluit Marguerite haar droom te volgen en om, ondanks tegenwerpingen van haar echtgenoot, een optreden te organiseren voor een onbekend publiek.

## Rolverdeling
| Acteur           | Personage           |
| ---------------- | ------------------- |
| Catherine Frot   | Marguerite Dumont   |
| André Marcon     | Georges Dumont      |
| Michel Fau       | Atos Pezzini / Divo |
| Christa Théret   | Hazel               |
| Denis Mpunga     | Madelbos            |
| Sylvain Dieuaide | Lucien Beaumont     |

## Productie
Er werd gefilmd op locatie in Praag in een kasteel, de opera en op straat, van midden september tot begin december 2014.

## Prijzen en nominaties
| Jaar | Prijs | Categorie      | Genomineerde(n)                 | Uitslag     |
| ---- | ----- | -------------- | ------------------------------- | ----------- |
| 2016 | César | Beste film     | Beste film                      | Genomineerd |
| 2016 | César | Beste actrice  | Catherine Frot                  | Gewonnen    |
| 2016 | César | Beste decor    | Martin Kurel                    | Gewonnen    |
| 2016 | César | Beste kostuums | Pierre-Jean Larroque            | Gewonnen    |
| 2016 | César | Beste geluid   | François Musy en Gabriel Hafner | Gewonnen    |